# Kuwait Airways
Kuwait Airways (араб. الخطوط الجوية الكويتية‎) — национальная авиакомпания Кувейта, со штаб-квартирой в провинции Эль-Фарвания. Основана в 1954 году.

## Флот
По состоянию на декабрь 2019 года Kuwait Airways эксплуатирует следующие типы самолётов: